# Томбілі (кішка)
Томбілі (тур. Tombili; пом. 1 серпня 2016, Стамбул, Туреччина) — вулична кішка, що жила в Стамбулі. Здобула всесвітню популярність завдяки фотографії, на якій вона зображена напівлежачою на тротуарі. Муніципальна влада Стамбула вирішила зберегти пам'ять про неї встановленням скульптури.

## Життя
Томбілі (поширена кличка турецькою мовою для вгодованого домашньої тварини) була вуличною кішкою, що мешкала в кварталі (семті) Зівербей, в районі Кадикьой у Стамбулі. Кішка стала улюбленицею місцевих жителів через її дружелюбність і звички тулитися до сходів. Фотографія Томбілі, що ліниво спирається на край бордюру, здобула світову популярність, вірусно поширившись соціальними мережами в інтернеті. У районі Кадикьой вона набула культового статусу. У 2016 році Томбілі важко захворіла і врешті-решт померла на початку серпня.

## Пам'ятник
Після смерті Томбілі була створена петиція із закликом увічнити її, яка зібрала близько 17 000 підписів. Державний глава Кадикея Айкурт Нухоглу погодився офіційно вшанувати її пам'ять. Місцевий скульптор Севаль Шахін створив скульптуру, яка відтворює позу кішки, що набула всесвітньої популярності. Вона була відкрита 4 жовтня 2016 року у Всесвітній день дикої природи. Сотні людей прийшли висловити свою повагу, і заступник голови Кадикея Башар Неджіпоглу виступив з промовою на цьому заході, що транслювався турецьким телебаченням.
Через місяць скульптура Томбілі зникла безвісти. На фотографії, опублікованій у соціальних мережах, було помітно, що пам'ятник зник зі свого місця, залишивши по собі лише мідну табличку. 8 листопада 2016 року муніципальна влада Кадикея офіційно оголосила про крадіжку, викликавши стурбованість як у Туреччині, так і за її межами. «Вони вкрали статую Томбілі. Вони вороги всього прекрасного. Все, що вони знають, — це ненависть, сльози та війна», — журився турецький депутат Тунджай Озкан. Проте вже через два дні статуя була повернена на місце.